# Bloodlines (roman)
Bloodlines este primul roman din seria Bloodlines scrisă de Richelle Mead. Cartea este narată de Alchimista Sydney Sage și acțiunea are loc după elementele din Sacrificiu final. A fost publicată de editura Razorbill în 23 august 2011.
Sydney a pierdut încrederea Alchimiștilor după episodul cu Rose, și probabil nu o vor ierta vreodată pentru asta, dar știe prea bine că dacă renunță la ea, următoarea aleasă va fi sora ei mai mică, Zoe. Când se ivește o nouă misiune care ar putea să o achite în ochii colegilor ei, o apucă cu ambele mâini, dar nimic nu este atât de simplu pe cât pare. Sarcina ei va fi să o protejeze pe prințesa Dragomir în timp ce scapă de șeful de coșmar, Keith, și încearcă să-i dea de cap celui care s-ar putea să prezinte cea mai mare provocare dintre toate: Adrian Ivashkov.

## Rezumat
După evenimentele din Sacrificiu final situația lui Sydney este nefavorabilă, de vreme ce majoritatea Alchimiștilor o consideră o trădătoare. Trezită în toiul nopții, Sydney este anunțată că Alchimiștii vor trimite unul de-al lor pentru a o proteja pe prințesa Dragomir, Jill. În urma numeroaselor atentate la viața ei, în special din partea facțiunilor de Moroi nemulțumiți, Consiliul decide să o trimită în California, Palm Springs, unde ea se va amesteca printre oameni. Într-un efort de a-și proteja sora, pe Zoe, Sydney îi convinge pe Alchimiști că alegerile pe care le-a făcut au fost motivate de ambiție și din dorința de a fi transferată din Siberia. Deși nesiguri, Alchimiștii îi dau misiunea și o pun sub comanda unui vechi favorit al tatălui ei, Keith.
Jill se înregistrează ca sora lui Keith, Sydney și Eddie Castile. Adrian vine și el pentru a nu o mai vedea pe Rose la Curte și stă împreună cu Clarence, un Moroi neregal din Palm Springs care se oferise să le-o împrumute pe menajera sa pentru sânge. La școală Sydney și Eddie se integrează cu ușurință, dar Jill are probleme din cauza jeloziei celorlalte fete și a profesorilor.
În urma unui incident Sydney află adevărul despre Jill și Adrian: ultimul atentat la viața ei nu eșuase - Adrian o adusese din morți și Jill era atinsă de umbră. Din această cauză Jill păruse mahmură la ore când Adrian se îmbătase și fusese trimisă la directoare și ulterior aceasta simțise efectele petrecerii la care acesta fusese. Hotărâtă să-l responsabilizeze pe Adrian în privința legăturii și-a propriei vieți, Sydney încearcă să-l ajute să-și găsească o slujbă, dar acesta nu se implică. Exasperată Sydney îl aduce înapoi la Clarence și se întoarce în campus. Acolo descoperă că Jill lipsește și o caută împreună cu Eddie până află că noul ei iubit Moroi o luase la o întâlnire pe ascuns. Jill se întoarce în siguranță și după ce ea și Eddie se culcă, are un vis-Spirit cu Adrian. Acesta își cere scuze pentru purtarea lui și-i cere să aibă încredere în el.
A doua zi primește un telefon de la tatăl ei care o anunță că în urma raportului foarte nefavorabil pe care i-l făcuse Keith, acesta hotărâse să o înlocuiască pe Zoe. Hotărâtă să o salveze pe sora ei mai mică de Keith, Sydney, cu ajutorul lui Adrian, îl discreditează, demonstrând că Keith era capul unei afaceri ilegale cu sânge și salivă de Moroi.
Pentru ajutorul ei în capturarea lui Keith, Sydney este achitată de bănuieli și i se oferă posibilitatea de a avea propriul ei apartament și de a renunța la școală. Aceasta propune ca apartamentul să-i fie oferit lui Adrian în schimbul cercetării unui nou efect al Spiritului asupra Strigoilor de care Alchimiștii erau foarte interesați. Sub pretextul investigării mai de aproape a prințesei Moroi, aceasta cere permisiunea de a rămâne în campus și-i este acordată laolaltă cu slujba lui Keith de Alchimist local în Palm Springs.

## Personaje
- Sydney Sage
- Adrian Ivashkov
- Jill Mastrano
- Abe Mazur
- Eddie Castile
- Keith